# نیکلاس هایدمن
نیکلاس هایدمن (انگلیسی: Niklas Heidemann؛ زادهٔ ۶ ژانویهٔ ۱۹۹۵) بازیکن فوتبال اهل آلمان است.
از باشگاه‌هایی که در آن بازی کرده‌است می‌توان به باشگاه فوتبال دویسبورگ اشاره کرد.